# W. J. Lincoln
W.J. Lincoln est un réalisateur, scénariste et producteur australien né en 1870 et décédé en août 1917 à Sydney (Australie).

## Filmographie

### comme réalisateur
- 1911 : It Is Never Too Late to Mend
- 1911 : The Mystery of a Hansom Cab
- 1911 : The Luck of Roaring Camp (en)
- 1911 : Called Back
- 1911 : The Lost Cord
- 1911 : The Bells
- 1911 : The Double Event
- 1912 : Breaking the News
- 1912 : Rip Van Winkle
- 1913 : The Wreck (en)
- 1913 : Transported
- 1913 : The Sick Stockrider
- 1913 : The Road to Ruin
- 1913 : The Reprieve
- 1913 : The Remittance Man
- 1913 : Moondyne
- 1913 : The Crisis
- 1916 : The Life of Adam Lindsay Gordon
- 1916 : Nurse Cavell
- 1916 : La Revanche

### comme scénariste
- 1911 : It Is Never Too Late to Mend
- 1911 : The Luck of Roaring Camp
- 1911 : Called Back
- 1911 : The Double Event
- 1912 : Breaking the News
- 1915 : Within Our Gates
- 1916 : The Life of Adam Lindsay Gordon
- 1916 : Within the Law
- 1916 : Get-Rich-Quick Wallingford
- 1916 : Nurse Cavell
- 1916 : Officer 666

### comme producteur
- 1916 : Nurse Cavell
- 1916 : La Revanche